# 哈马尔
哈马尔（挪威語： 聆听ⓘ）是挪威内陆郡的市镇，位于米约萨湖的东岸。

## 历史
哈马尔旧城在1152年成立，当时被划为挪威五个主教管区之一，一直到1536年北欧宗教改革，仍保持其在挪威重要宗教与政治中心的位置，但因挪威人在改革期间普遍从新教的路德教会而丢失了主教管区的地位。后来哈马尔大教堂1657年在瑞挪战争被摧毁，这两个事件引起了哈马尔渐渐失去其以往的重要性。
现代的哈马尔1849年由奥斯卡一世建立。市区有步行街，从围绕着西边大广场的图书馆、电影院和市场沿到东边的东广场。哈马尔也是重要的铁路交通中心，也有挪威铁路博物馆。

## 人口
历史人口统计：
- 1855年:  1 025人
- 1865年:  1 868人
- 1875年:  2 050人
- 1885年:  3 773人
- 1895年:  4 777人
- 1900年:  6 043人
- 1950年: 11 507人
- 1960年: 13 489人
- 1970年: 15 417人
- 1975年: 16 261人
- 1980年: 15 917人
- 1990年: 16 129人
- 1992年: 26 000人
- 2000年: 26 545人
- 2005年: 27 439人

## 文化

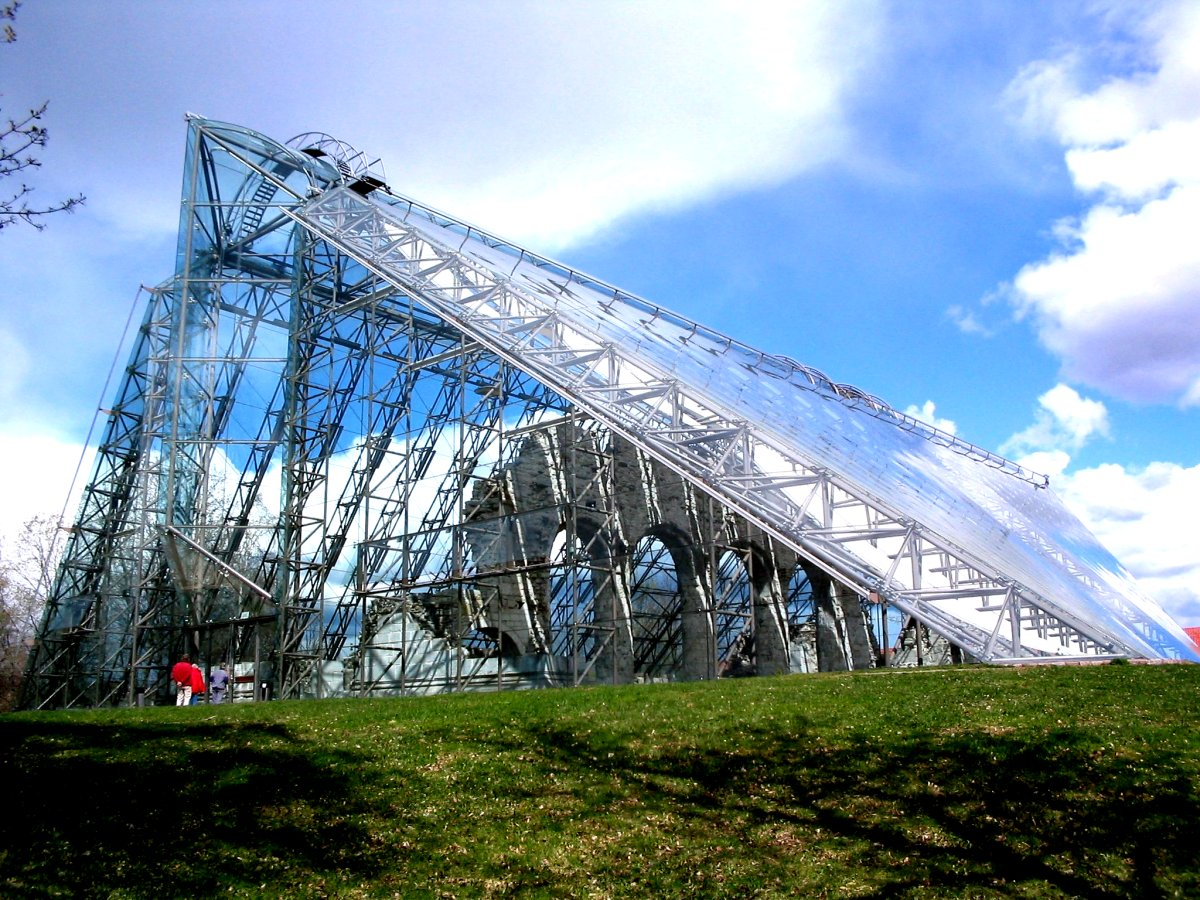
Domkirkeruinene玻璃罩下的大教堂遗址

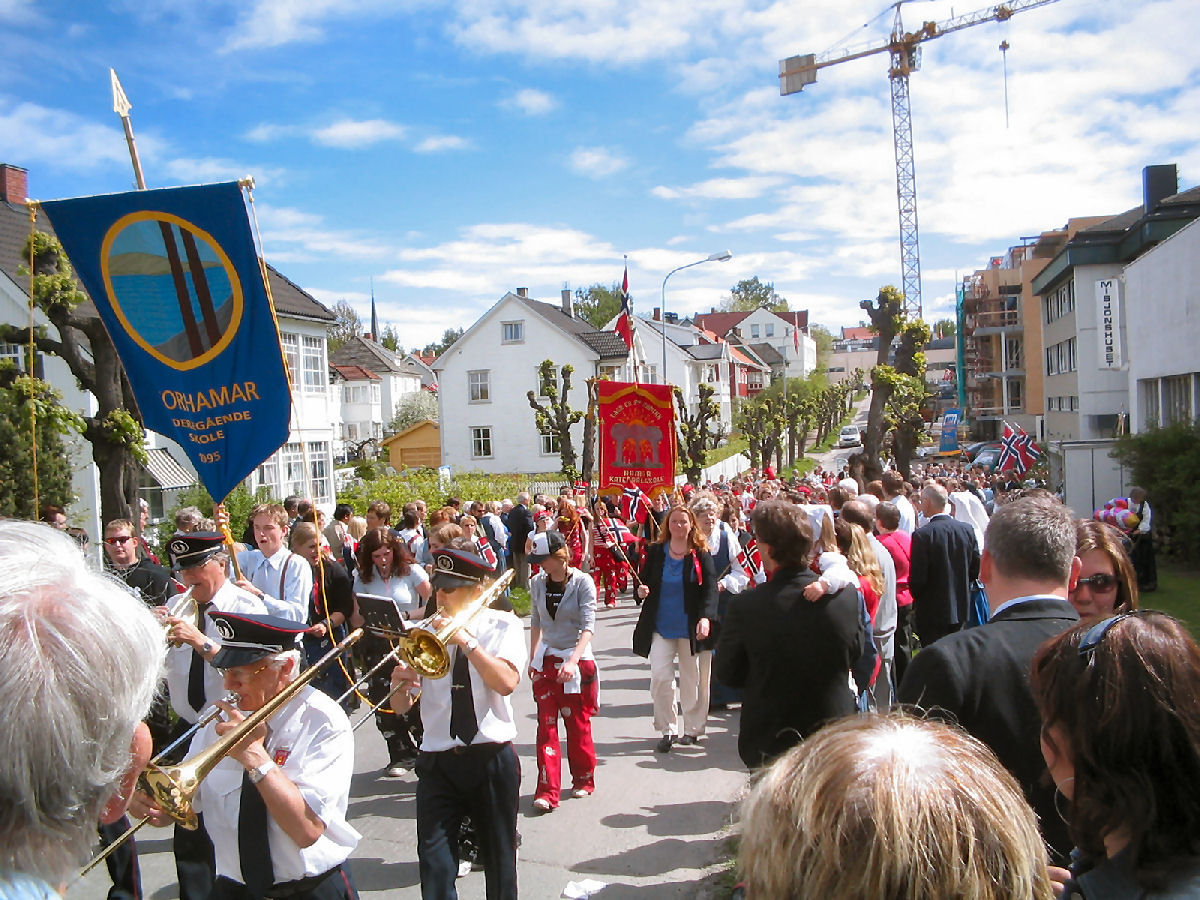
5月17日哈马尔人上街庆祝挪威国庆日

每年在大教堂遗址处举行的“哈马尔国际音乐节”吸引许多摇滚及流行音乐爱好者，一般都会有多位国内国外的国际级歌手与乐队参加。
有时候城内也举行“中世纪节”（Middelalderfestivalen），以历史上的传统服装游行于哈马尔旧城，此类活动多以教育及文化目的为由，但仍有人为了对历史的兴趣或上街的乐趣而参加其内。
哈马尔大众媒体机关包括哈马尔劳工邮报（Hamar Arbeiderblad）与哈马尔日报（Hamar Dagblad）等报纸。

## 教育

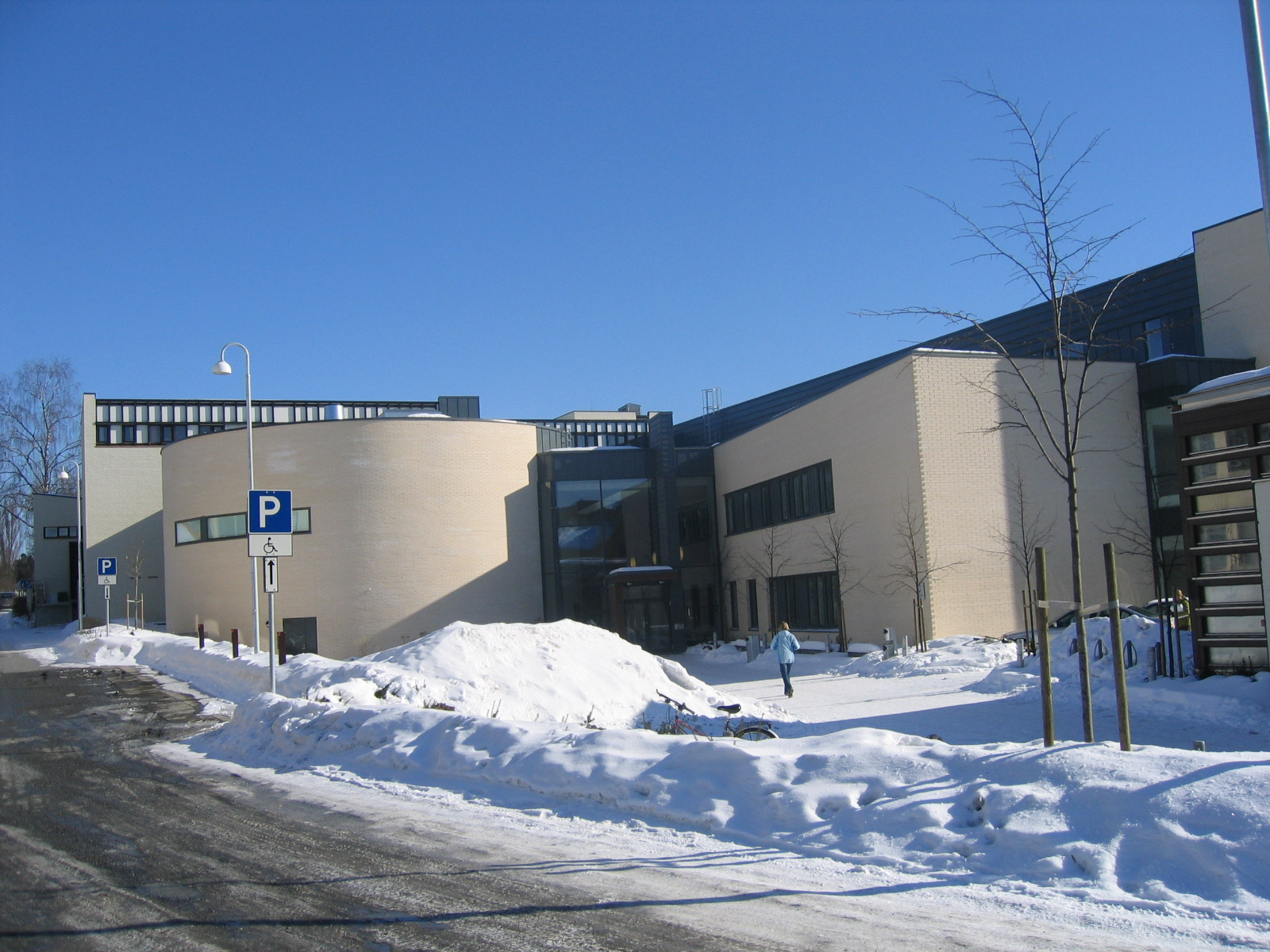
海德马克大学哈马尔学院

海德马克大学在哈马尔有分校，（海德马克大学，哈马尔学院）有该校的教师培训（lærerutdanning）中心等学科门类。

## 体育

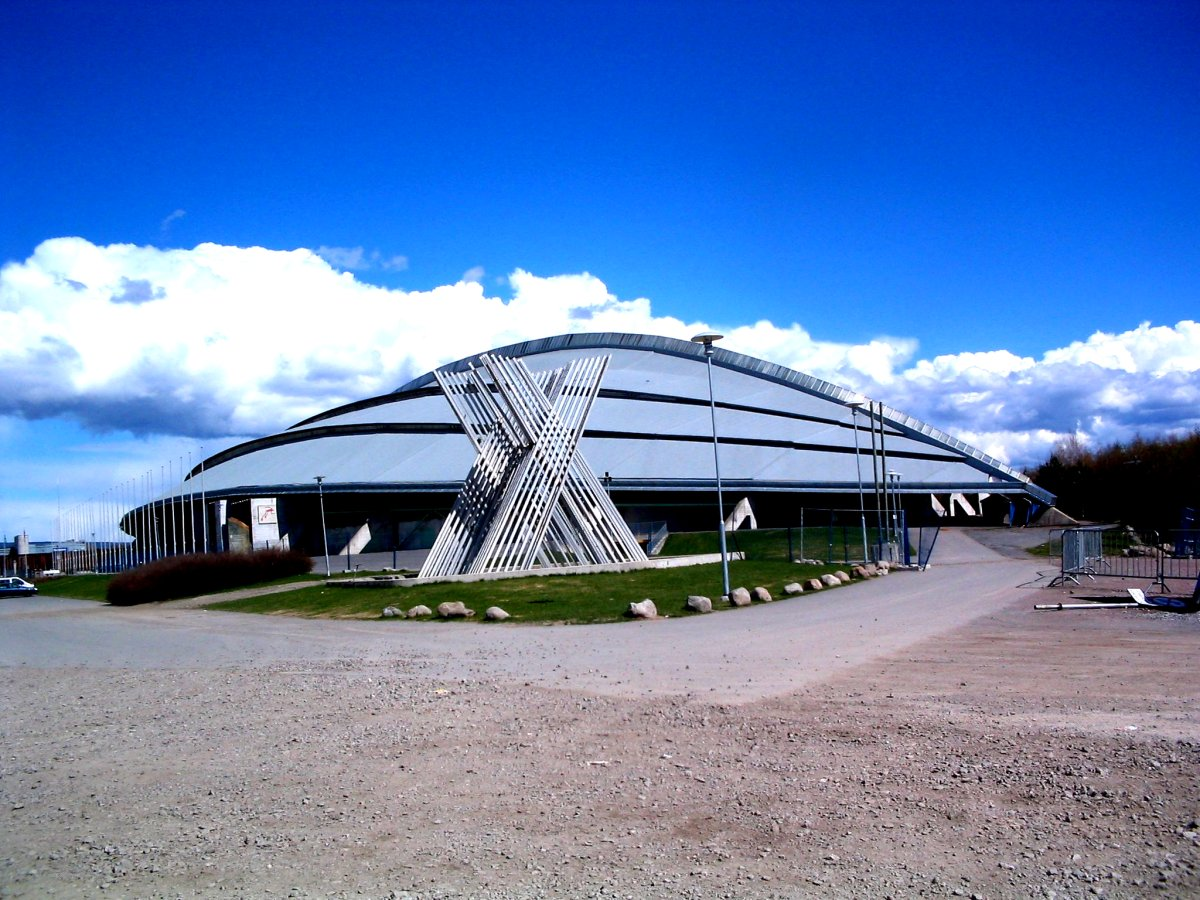
Vikingskipet（“维京船”）奥运速滑馆

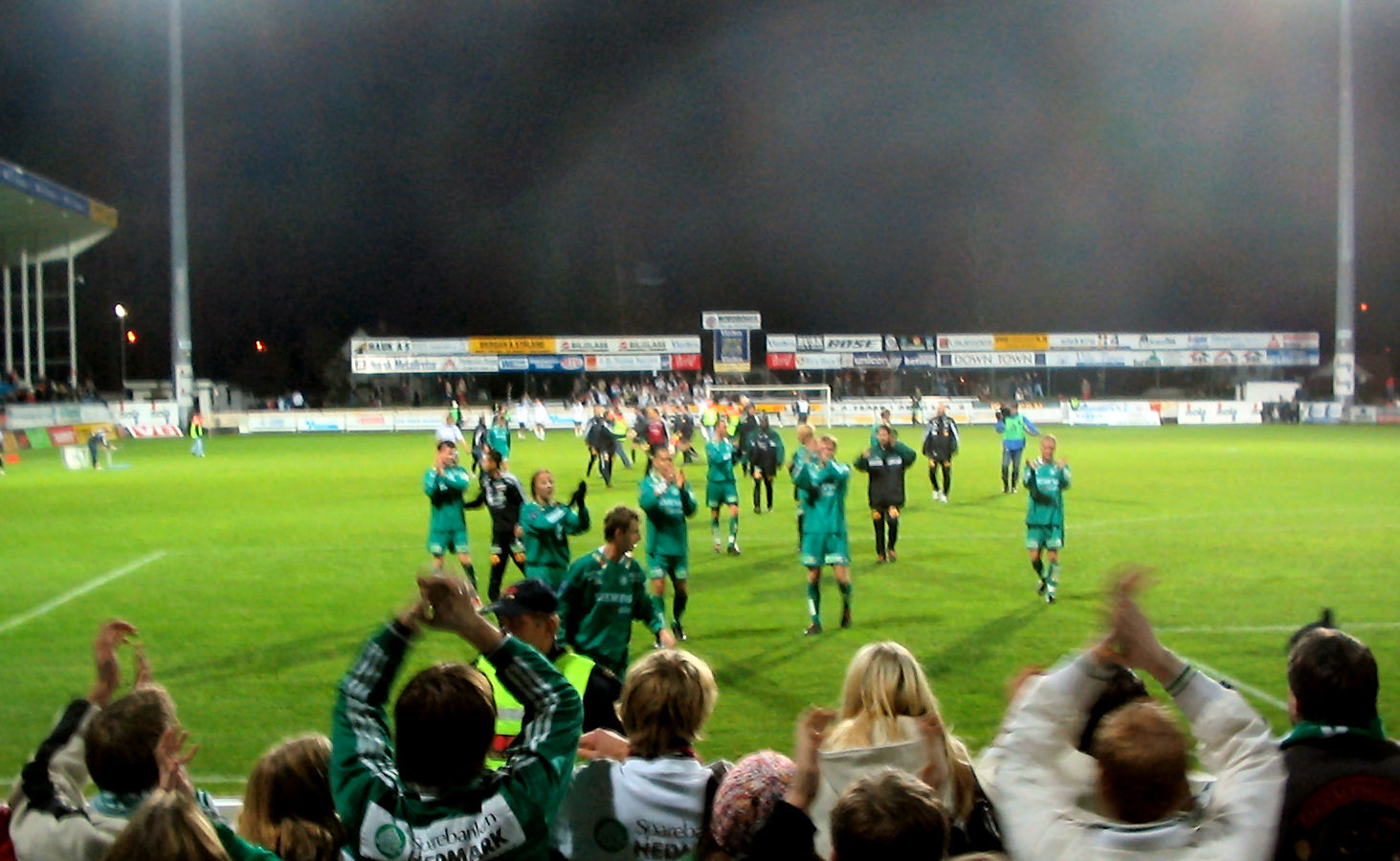
哈马尔汉坎足球队

哈马尔是挪威的滑冰胜地。来自哈马尔的多位滑冰选手历来为滑冰赛中的冠军。1994年奥运会而建的奥运速滑赛场（又称“维京船”，因其外形似维京时代的战船而得名）坐落于哈马尔城内。
与许多挪威人一样，哈马尔人是热衷球迷，足球队也来自哈马尔。